# Adagio
Адађо (француски: Adagio) је француска симфонијска прогресивна метал група. Стефан Форте, гитариста групе, се сматра креативном силом групе. Група је до сада издала 4 студијска албума и један "живи" албум.

## Музика
Музика Адађа је карактерисана техничком прецизношћу, тамним, густим оркестрацијама, коплексним водећим радовима, и енергичном ритам секцијом. На трећем албуму Dominate, додали су "гроктање" (карактеристично за дет метал) на свој звук. Најновији албум је издат у Фебруару 2009. за Listenable Records. Archangels in Black је први албум на којем се појављује Кристијан Палин као вокал, који је свој демо снимак послао групи 2004. године али није прихваћен због свог израженог финског акцента. Када је Гус Монсанто, који је 2004. године узет за певача, напустио групу 2008. године, Кристијан Палин је примљен у групу.

## Постава

### Тренутни чланови
- Певач: Кристијан Палин
- Гитара: Стефан Форте
- Бас гитара: Франк Ермани
- Клавијатуре: Кевин Кодферт
- Бубњеви: Ерик Лебаили

## Дискографија

### Студијски албуми
- Sanctus Ignis - (2001)
- Underworld - (2003)
- Dominate - (2005)
- Archangels in Black - (2009)

### Живи албуми
- A Band In Upperworld - (2004)